# 匍匐散囊菌
匍匐散囊菌（学名：Eurotium repens）是属于散囊菌目发菌科散囊菌属的一种真菌，可生长在土壤、粮食、棉株、药材、介壳虫、牛粪、蚯蚓粪、霉腐物等基物上。该种分布于中国、巴西、印度、日本、斯里兰卡、土耳其、英国、美国等地。
匍匐散囊菌是匐生曲霉（Aspergillus reptans）的有性型。

## 变种
匍匐散羹菌伪灰变种（学名：Eurotium repens var. pseudoglaucum）是属于散囊菌目发菌科散囊菌属的一种真菌，可生长在驴粪等基物上。该种分布于中国、荷兰等地。
匍匐散羹菌伪灰变种是匐生曲霉近灰变种（Aspergillus reptans var. glaucoaffinis）的有性型。